# التولاترا
التولاترا (به ایتالیایی: Altolaterra) یک سکونتگاه مسکونی در ایتالیا است که در Tagliacozzo واقع شده‌است.